# Istanbul Challenger TED Open 2023 - Doppio
Il doppio del torneo di tennis professionistico Istanbul Challenger TED Open 2023, facente parte della categoria Challenger 75 nell'ambito dell'ATP Challenger Tour 2023, si è giocato dal 4 al 10 settembre a Istanbul, in Turchia. Purav Raja e Divij Sharan erano i detentori del titolo ma solo Sharan ha scelto di difendere il titolo in coppia con Niki Kaliyanda Poonacha ma sono stati eliminati al primo turno da Altuğ Çelikbilek e Cem İlkel.
In finale Luke Johnson e Skander Mansouri hanno sconfitto Sander Arends e Aisam-ul-Haq Qureshi con il punteggio di 7–6(3), 6–3.

## Teste di serie
1. Jeevan Nedunchezhiyan /  John-Patrick Smith (semifinale)
2. Patrik Niklas-Salminen /  Bart Stevens (semifinale)

1. Sander Arends /  Aisam-ul-Haq Qureshi (finale)
2. Luke Johnson /  Skander Mansouri (campioni)

## Wildcard
1. Yankı Erel /  Koray Kırcı (primo turno)

1. Sarp Ağabigün /  Ergi Kırkın (quarti di finale)

## Ranking protetto
1. Marek Gengel /  David Poljak (primo turno)

## Tabellone

### Legenda
| - Q = Qualificato - WC = Wild card - LL = Lucky loser | - ALT = Alternate - SE = Special Exempt - PR = Protected Ranking | - w/o = Walkover - r = Ritirato - d = Squalificato |

|  | Primo turno | Primo turno                   | Primo turno                | Primo turno | Primo turno |  |  | Quarti di finale | Quarti di finale            | Quarti di finale            | Quarti di finale            | Quarti di finale            |   |      | Semifinali | Semifinali                         | Semifinali                         | Semifinali                    | Semifinali                    |   |   | Finale | Finale | Finale | Finale | Finale |  |
|  |             |                               |                            |             |             |  |  |                  |                             |                             |                             |                             |   |      |            |                                    |                                    |                               |                               |   |   |        |        |        |        |        |  |
|  | 1           | J Nedunchezhiyan J-P Smith    | J Nedunchezhiyan J-P Smith | 715         | 710         |  |  |                  |                             |                             |                             |                             |   |      |            |                                    |                                    |                               |                               |   |   |        |        |        |        |        |  |
|  |             | M Copil VV Cornea             | M Copil VV Cornea          | 613         | 68          |  |  | 1                | J Nedunchezhiyan J-P Smith  | J Nedunchezhiyan J-P Smith  | 1                           |                             |   |      |            |                                    |                                    |                               |                               |   |   |        |        |        |        |        |  |
|  |             | N Kaliyanda Poonacha D Sharan | 7                          | 5           | [7]         |  |  |                  | A Çelikbilek C İlkel        | A Çelikbilek C İlkel        | 0                           | r                           |   |      |            |                                    |                                    |                               |                               |   |   |        |        |        |        |        |  |
|  |             | A Çelikbilek C İlkel          | 61                         | 7           | [10]        |  |  |                  |                             |                             |                             |                             |   |      | 1          | J Nedunchezhiyan J-P Smith         | 3                                  | 7                             | [9]                           |   |   |        |        |        |        |        |  |
|  | 3           | S Arends A-u-H Qureshi        | 3                          | 6           | [11]        |  |  |                  |                             | 3                           | S Arends A-u-H Qureshi      | 6                           | 5 | [11] |            |                                    |                                    |                               |                               |   |   |        |        |        |        |        |  |
|  |             | D Cukierman J Paris           | 6                          | 3           | [9]         |  |  | 3                | S Arends A-u-H Qureshi      | S Arends A-u-H Qureshi      | 6                           | 7                           |   |      |            |                                    |                                    |                               |                               |   |   |        |        |        |        |        |  |
|  | PR          | M Gengel D Poljak             | 6                          | 5           | [7]         |  |  |                  | J de Jong M Hermans         | J de Jong M Hermans         | 4                           | 63                          |   |      |            |                                    |                                    |                               |                               |   |   |        |        |        |        |        |  |
|  |             | J de Jong M Hermans           | 3                          | 7           | [10]        |  |  |                  |                             |                             |                             |                             |   |      | 3          | Sander Arends Aisam-ul-Haq Qureshi | Sander Arends Aisam-ul-Haq Qureshi | 63                            | 3                             |   |   |        |        |        |        |        |  |
|  |             | S-c Hong S-w Kwon             | 7                          | 5           | [10]        |  |  |                  |                             |                             |                             |                             |   |      |            |                                    | 4                                  | Luke Johnson Skander Mansouri | Luke Johnson Skander Mansouri | 7 | 6 |        |        |        |        |        |  |
|  |             | J Monday S Walków             | 64                         | 7           | [8]         |  |  |                  | S-c Hong S-w Kwon           | S-c Hong S-w Kwon           | 5                           | 2                           |   |      |            |                                    |                                    |                               |                               |   |   |        |        |        |        |        |  |
|  |             | V Orlov D Yevseyev            | 1                          | 6           | [3]         |  |  | 4                | L Johnson S Mansouri        | L Johnson S Mansouri        | 7                           | 6                           |   |      |            |                                    |                                    |                               |                               |   |   |        |        |        |        |        |  |
|  | 4           | L Johnson S Mansouri          | 6                          | 3           | [10]        |  |  |                  |                             |                             |                             |                             |   |      | 4          | L Johnson S Mansouri               | L Johnson S Mansouri               | 6                             | 6                             |   |   |        |        |        |        |        |  |
|  | WC          | S Ağabigün E Kırkın           | 7                          | 3           | [10]        |  |  |                  |                             | 2                           | P Niklas-Salminen B Stevens | P Niklas-Salminen B Stevens | 4 | 4    |            |                                    |                                    |                               |                               |   |   |        |        |        |        |        |  |
|  | WC          | Y Erel K Kırcı                | 5                          | 6           | [6]         |  |  | WC               | S Ağabigün E Kırkın         | S Ağabigün E Kırkın         | 3                           | 2                           |   |      |            |                                    |                                    |                               |                               |   |   |        |        |        |        |        |  |
|  |             | L Klein I Zelenay             | 4                          | 7           | [10]        |  |  | 2                | P Niklas-Salminen B Stevens | P Niklas-Salminen B Stevens | 6                           | 6                           |   |      |            |                                    |                                    |                               |                               |   |   |        |        |        |        |        |  |
|  | 2           | P Niklas-Salminen B Stevens   | 6                          | 62          | [12]        |  |  |                  |                             |                             |                             |                             |   |      |            |                                    |                                    |                               |                               |   |   |        |        |        |        |        |  |